# Матнема
Матнема — деревня в Плесецком районе Архангельской области. Входит в состав Тарасовского сельского поселения. Входила в состав упразднённого села Церковное.

## География
Деревня располагается на невысоком холме, напротив деревень Юра-Гора и  Курка-Гора. У подножия холма протекает река Шорда. Через реку, в деревню  Курка-Гора, ведет автомобильный мост.

## История
Деревня впервые упоминается в 1556 году в «Платежнице Я.Сабурова и И.Кутузова». В годы Гражданской войны в одном из домов располагался штаб партизанского отряда, а по периметру деревни шли 2 ряда окопов.
В годы репрессий в деревне находился трудовой лагерь Онеглага, захоронения которого находятся на окраине деревни.

## Население
| 2002 | 2010 | 2012 |
| ---- | ---- | ---- |
| 16   | ↘15  | ↗18  |

## Инфраструктура
В деревне установлен таксофон. Ко всем жилым домам проведено электричество.

## Достопримечательности
Один из жилых домов деревни в 1918—1920 годах служил штабом партизанскому отряду.

### Карты
- Матнема. Публичная кадастровая карта